# Péter Krekó
Péter Krekó (Hongria, 1983) és un economista, politòleg i professor universitar hongarès. Treballa com a Professor associat al Department de Psicologia Social i el Laboratori d’investigació sobre Desinformació i Intel·ligència Artificial de la Universitat Eötvös Loránd i director del think tank Political Capital Institute. El seu projecte d'investigació se centra en els processos psicològics socials de les autocràcies informatives, els règims que poden tenir èxit mitjançant la manipulació de la informació. Està interessat en la desinformació, la polarització política, les teories de la conspiració i la influencia estrangera maligna. Ha publicat extensament sobre aquests temes a revistes acadèmiques i a la premsa internacional. L’any 2016 va obtenir una beca Fulbright per visitar el Departament d'Estudis d'Euràsia Central de la Universitat de Indiana. És líder del consorci de l'Observatori Hongarès de Mitjans Digitals, un centre de lluita contra la desinformació recolzat per la Comissió Europea sota el paraigües de l'Observatori Europeu de Mitjans Digitals (EDMO)